# 金光院 (千葉市)
金光院（こんこういん）は、千葉県千葉市若葉区にある真言宗豊山派の寺院。

## 歴史
1289年（正応2年）、貞成によって開山された。また開山年は1449年（宝徳元年）という説もある。元々は現在地の東の高台に位置していたが、小弓城の城主だった原胤清が土地を寄進して、現在地に移転した。
江戸時代初期、徳川家康が東金に向かう途中、当寺に立ち寄り、門前にあった桜を絶賛したという。この桜は「神君御手掛の桜」といわれていたが、現在は枯死してしまい、現存しない。他にも家康ゆかりの品々が残されている。
当寺の本尊の薬師如来は、弘法大師空海の作といわれている。

## 文化財
- 絹本著色両界曼荼羅（千葉県指定有形文化財 令和2年3月10日指定）[2]

## 交通アクセス
- 路線バス門前停留所より徒歩3分。